# Отрывок (Сцены из светской жизни)
«Отры́вок» (первоначально «Сцены из светской жизни») — драматический отрывок Николая Васильевича Гоголя. Создавался в 1839—1840 годах и представляет собой переработку одной из сцен неоконченной пьесы «Владимир третьей степени». Впервые напечатан в издании «Сочинения Николая Гоголя» 1842 года, том четвёртый, в разделе «Драматические отрывки и отдельные сцены» (к другим фрагментам, выделенным из пьесы для самостоятельной публикации, относятся «Утро делового человека», «Тяжба» и «Лакейская»).
Главная героиня Марья Александровна в рукописи именовалась Марьей Петровной (изначально — сестра Ивана Петровича Барсукова, героя сцены «Утро делового человека», упоминаемая также в «Тяжбе».

## Сюжет
Действие происходит в доме Марьи Александровны, которая убеждает своего взрослого сына Мишу перейти с гражданской службы (где он имеет чин титулярного советника) в военную. Миша недоумевает, однако не перечит материнской воле. Далее Марья Александровна предлагает Мише жениться, сегодня же сделав предложение княжне Шлепохвостовой. Миша противится, называя княжну «дурой первоклассной» и признаваясь, что он влюблён в другую, дочь неизвестного его матери Александра Александровича Одосимова. Из слов Миши следует, что это небогатый человек, и сам Миша считает неправильным, если богатый жених будет непременно искать богатую невесту.
От признания сына Марья Александровна приходит в ужас, однако в этот момент приезжает приятель Миши Собачкин, которого Марья Александровна недолюбливает. Собачкин, однако, рассказывает анекдот о Наталье Андреевне Губомазовой, в пику которой Марья Александровна и хочет перевести сына в военную службу. Марья Александровна отсылает сына и поручает Собачкину скомпрометировать дочь Одосимова. Собачкин достаёт из карманов обращённые к нему любовные письма и ищет, какое из них можно было бы использовать для того, чтобы скомпрометировать девушку. Он также просит у Марьи Александровны взаймы две тысячи.

## Действующие лица
- Марья Александровна, пожилых лет дама
- Михаил Андреевич, её сын
- Собачкин Андрей Кондратьевич